# Армашёвский мост
Армашёвский мост — автодорожный железобетонный рамно-консольный мост через Охту в Красногвардейском районе Санкт-Петербурга.

## Расположение
Расположен в створе улицы Потапова, примерно в 70 м от впадения реки Лубьи в Охту вниз по течению.
Выше по течению находится Большой Ильинский мост, ниже — Индустриальный мост.
Ближайшая станция метрополитена — «Ладожская».

## Название
В 1950-х годах первые 5 мостов через Охту, существовавших в то время, были пронумерованы против течения, мост стал называться 2-м Охтинским. Существующее название дано в 1997 году по историческому названию улицы Потапова (Армашевская улица).

## История
До 1970-х годов на этом месте существовал небольшой деревянный мост. Решение о постройке нового железобетонного моста было принято 9 августа 1982 года. Автор проекта — инженер «Ленгипроинжпроекта» Р. Р. Шипов. Мост была сооружён в 1989—1991 годах, строительство осуществляло СУ—2 треста «Ленмостострой» под руководством инженера М. Д. Блиадзе, прораба Баранова и мастера Ю. Д. Худенко. Технический надзор вел инспектор Дирекции В. М. Алексеенко. Проезд по мосту был открыт только в 1999 году, после окончания работ по благоустройству прилегающей территории.
В 2019 году в рамках строительства трамвайной сети «Чижик» на мосту и улице Потапова были уложены трамвайные пути, ведущие к новому трамвайному парку.

## Конструкция

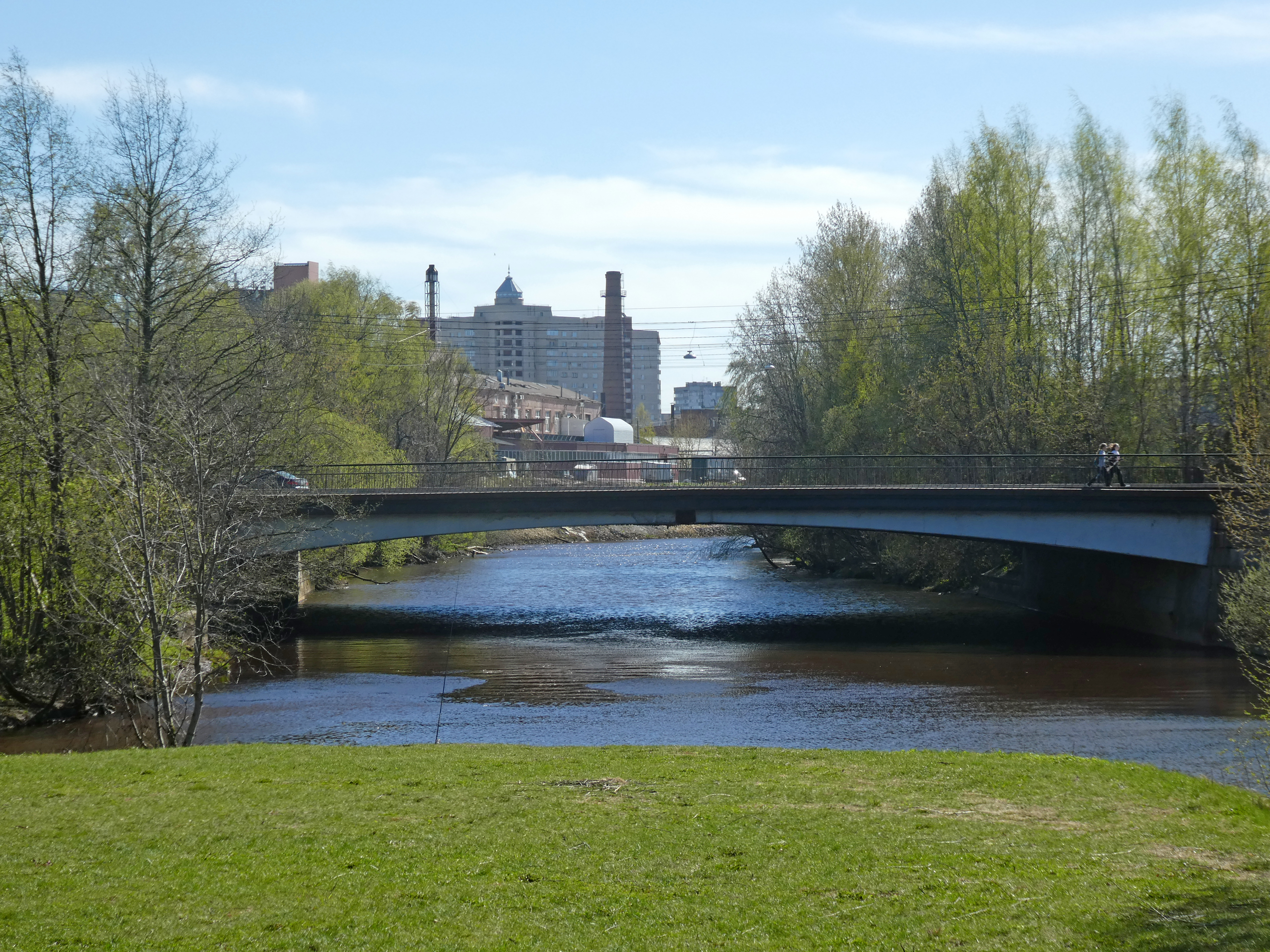
Вид на Армашёвский мост из Ильинского сада

Мост однопролётный железобетонный рамно-консольный. Пролётное строение выполнено из сборных железобетонных блоков с криволинейным очертанием нижнего пояса. Жёстко заделанные в устои блоки ригеля смыкаются в середине пролёта посредством шарнира. Устои массивные из монолитного железобетона, на свайном основании, облицованы гранитом. Длина моста составляет 45,1 м, ширина — 43,3 м.
Мост предназначен для движения автотранспорта, трамваев и пешеходов. Проезжая часть моста включает в себя 4 полосы для движения автотранспорта и два трамвайных пути. Покрытие проезжей части и тротуаров — асфальтобетон. Тротуары отделены от проезжей части высоким гранитным парапетом. На мосту установлено металлическое перильное ограждение простого рисунка. В зоне моста сооружена низкая железобетонная подпорная стенка с зелёным откосом.